# Xavier Cooper
Xavier Cooper (Bad Kreuznach, 18 september 1971) is een Amerikaans-Belgische voormalige atleet, die zich had toegelegd op de sprint en het verspringen. Hij werd eenmaal Belgisch kampioen.

## Biografie
Cooper werd jeugdkampioen in het verspringen en op de 100 m. In 1991 werd hij Belgisch indoorkampioen verspringen. In 1993 behaalde hij op het Belgisch kampioenschap zilver op de 100 m. Hij was aangesloten bij Olympic Saint Ghislain Athlétisme (OSGA).

## Belgische kampioenschappen
Indoor
| Onderdeel   | Jaar |
| ----------- | ---- |
| verspringen | 1991 |

## Persoonlijke records
Outdoor
| Onderdeel   | Prestatie | Datum        | Plaats    |
| ----------- | --------- | ------------ | --------- |
| 100 m       | 10,50 s   | 2 juli 1993  | Lyon      |
| verspringen | 7,65 m    | 29 juni 1991 | Charleroi |

Indoor
| Onderdeel   | Prestatie | Datum            | Plaats    |
| ----------- | --------- | ---------------- | --------- |
| verspringen | 7,65 m    | 24 februari 1991 | Charleroi |

## Palmares

### 100 m
- 1993:  BK AC – 10,56 s

### verspringen
- 1990: 15e kwal. WK U20 te Plovdiv – 7,14 m
- 1991:  BK AC indoor – 7,65 m